# Оливас, Джон Дэниел
Джон Дэ́ниел «Дэ́нни» Оли́вас (англ. John Daniel «Danny» Olivas; род. 25 мая 1965, Лос-Анджелес, Калифорния) — американский инженер мексиканского происхождения и бывший астронавт NASA. Оливас участвовал в миссии шаттла Атлантис STS-117 и шаттла Дискавери STS-128, в обеих миссиях совершал выход в открытый космос, где провёл в общей сложности 34 часа и 28 минут.

## Биография
Родился в Лос-Анджелесе, штат Калифорния, вырос в Эль-Пасо, штат Техас. В 1989 году окончил Техасский университет в Эль-Пасо со степенью бакалавра наук (BS) в машиностроении. В 1993 году окончил Хьюстонский университет по той же специальности со степенью магистра наук, а 1996 году получил докторскую степень в области машиностроения и материаловедения в университете Райса.
Получив степень бакалавра, он начал свою карьеру в компании Dow Chemical Company инженером-механиком и материаловедом. Затем занимался обслуживанием двигателей C-5 на базе ВВС «Келли», работал над тепловой системой управления в Космическом центре имени Линдона Джонсона, принимал участие в подготовке экипажа, проводил анализ материалов к применению в скафандрах следующего поколения.

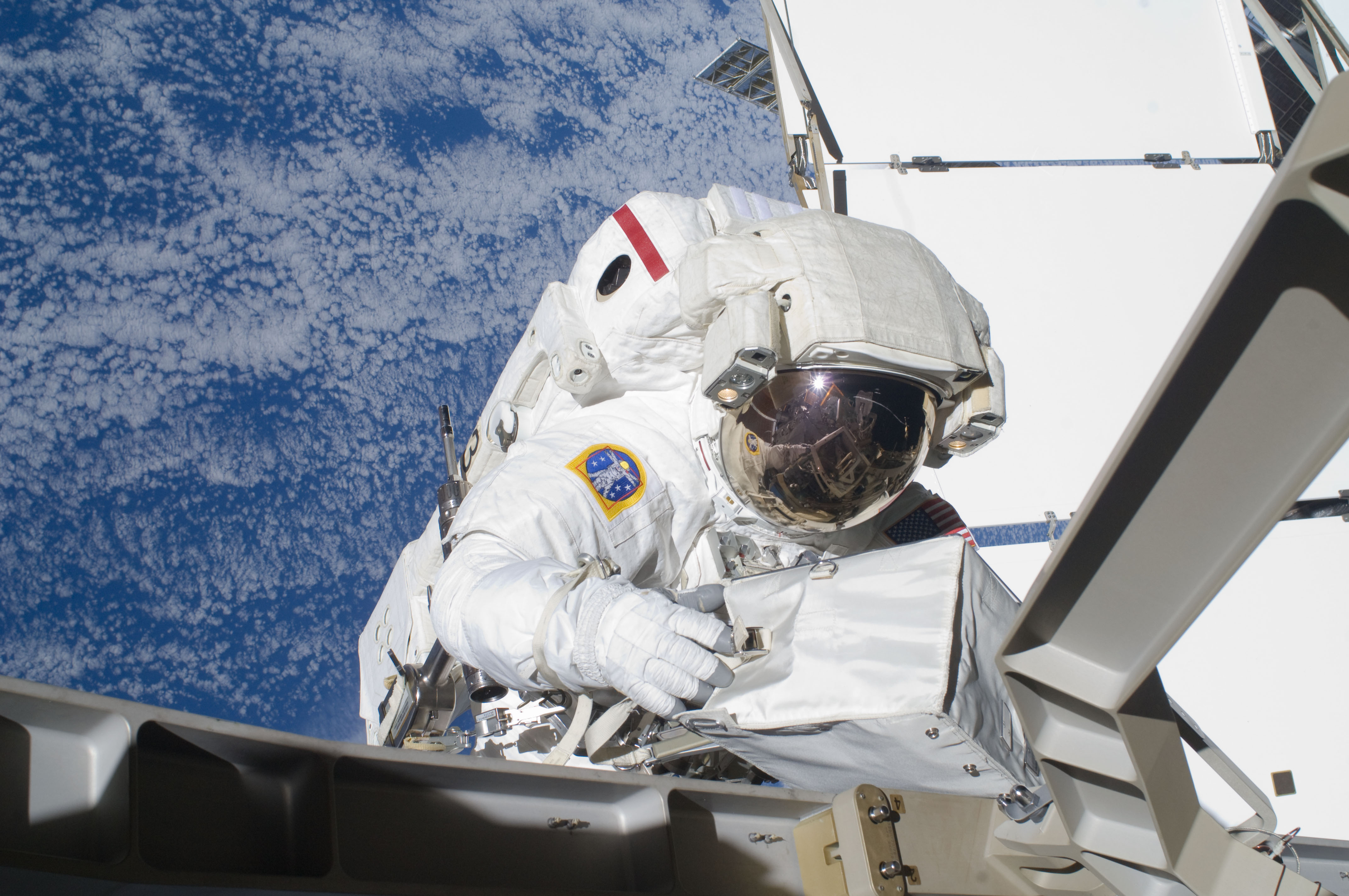
Джон Оливас в открытом космосе во время миссии STS-128.

После получения докторской степени был назначен на должность старшего инженера исследований в Лаборатории реактивного движения (JPL), занимался разработкой инструментов и методологий для неразрушающей оценки микроэлектроники и конструкционных материалов. Джон является обладателем шести патентов США и четырёх NASA, а также автором многочисленных публикаций на технических конференциях и в научных журналах.
В 1998 году стал кандидатом в астронавты НАСА. Его подготовка включала участие в научных и технических брифингах, интенсивное обучение системам шаттла и международной космической станции, физическую подготовку, лётную подготовку, а также обучение выживанию на воде и в пустыне. С 1999 по 2002 год был техническим специалистом отделения робототехники. С 15 по 21 июля 2002 года участвовал в третьей миссии НАСА по операциям в экстремальной окружающей среде (NEEMO 3). С 2002 по 2005 год работал над созданием материалов, инструментов и методик ремонта шаттла на орбите. В 2006 году он отвечал за обеспечение правильной настройки и интеграции будущих модулей МКС. В 2007 году участвовал в миссии STS-117 (336 часов в космосе), в 2009 году — в миссии STS-128 (более 668 часов в космосе). 25 мая 2010 года Джон Оливас покинул НАСА.
Женат на Марии Шварцкопф, имеет пятерых детей. Занимается бегом и тяжёлой атлетикой, увлекается охотой, рыбалкой и сёрфингом.